# Козлово (Великолукский район)
Козлово — деревня в Великолукском районе Псковской области России. Входит в состав сельского поселения «Пореченская волость».
Расположена в 60 км к югу от райцентра Великие Луки.

## Население
Численность населения деревни по состоянию на 2000 год составляла 1 житель, на 2010 год — постоянных жителей не было.

## История
До 2005 года деревня входила в состав ныне упразднённой Урицкой волости.